# باغوه
 باغوه  بالفارسية  باغوه  قرية صغيرة تتبع بلدة شيبكوه (بالفارسية: بخش شيبكوه ) من توابع مدينة لنجة وتقع في محافظة هرمزگان في جنوب إيران. تقع هذه القرية على بعد 12 كيلومتراً من قرية بوجراش.

## حدود قرية باغوه
حدود قرية باغوه، من الشمال: جبل سنجول ، ومن الجنوب قرية عرمکي ، ومن الغرب قرية علفدان ، ومن جهة الشرق تنتهي بقرية بوجراش.

## السكان
يبلغ عدد سكان هذه القرية حسب تعداد السكان لعام 2006 للميلاد، ( 50) نسمه من أهل السنة والجماعة وعلى حنبلي يتكلون باللغة العربية، والفارسية المحلية، لهم
مسجد، ومدرسة، وعيادة صحية صغيرة، وبركتان لحفظ مياه الأمطار، بها المرافق العامة كالماء، و الكهرباء ، و الهاتف. يمتهنون بتربية المواشي والزراعة، وصيد السمك، ولهم حوالي 500 نخلة مثمرة.